# 11423 Кронін
11423 Кронін (11423 Cronin) — астероїд головного поясу, відкритий 9 червня 1999 року.
Тіссеранів параметр щодо Юпітера — 3,442.